# Ryan Fitzpatrick
Ryan Joseph Fitzpatrick (nascido em 24 de novembro de 1982) é um jogador de futebol americano aposentado que atuava como quarterback na National Football League (NFL). Sua carreira começou quando foi escolhido pela Saint Louis Rams na sétima rodada do Draft de 2005. Já jogou também para o Cincinnati Bengals, o Buffalo Bills, o Tennessee Titans, o Houston Texans, o New York Jets, o Tampa Bay Buccaneers, o Miami Dolphins e no Washington Football Team.
Fitzpatrick jogava futebol de faculdade em Harvard e foi o primeiro quarterback na história da escola a correr para mais de 1.000 jardas na carreira.

## O Ciclo de Fitzpatrick
Também conhecido como "Ciclo de Fitzmagic a Fitztragic", o ciclo começa com Fitzpatrick sendo o quarterback reserva de um time, no qual o titular machucará, sendo assim, ao assumir a posição jogará um futebol americano vistoso que lhe fará assinar um contrato com um novo time no próximo ano para vir a se tornar titular, continuando o ciclo, voltará a jogar mal o que lhe fará reiniciar um novo "Ciclo de Fitzpatrick" voltando a ser reserva.[carece de fontes?]

## Carreira

### Prêmios e destaques na carreira
- NFL Estreante da Semana (Semana 12, de 2005)
- AFC Jogador Ofensivo do Mês (setembro de 2011)
- 4× AFC Jogador Ofensivo da Semana (Semana 13, 2014; Semana 14; Semana De 16, 2015, Semana 2, de 2016)
- NFC Jogador Ofensivo da semana (Semana 12, de 2005)
- A FedEx Ar NFL Jogador da Semana (Semana 13, 2014)
- Castrol Edge Personagem da Semana (Semana 16, 2015)
- Ed Bloco Prêmio De Coragem (2015)

### Registros
NFL registros
- Maior sequência de jogos na temporada regular, com pelo menos dois passes para touchdown em um estádio durante uma temporada: 9 (MetLife Stadium, em 2015)[1]
- A maioria carreira passes para touchdown por um Ivy League quarterback: 152[2]

NFL firsts
- Primeiro Quarterback para iniciar um jogo contra um adversário (Washington Redskins), com quatro equipes diferentes (St. Louis Rams, Buffalo Bills, do Houston Texans, o New York Jets)
- Primeiro Quarterback a jogar quatro passes para touchdown em um único jogo com quatro equipes diferentes (Buffalo Bills, o Tennessee Titans, do Houston Texans, o New York Jets)
- Primeiro quarterback a iniciar e a vitória contra o mesmo adversário (Jacksonville Jaguars) com cinco equipes diferentes[3]
- Maior passes para touchdown em um único jogo: 98 metros (contra o Jacksonville Jaguars em novembro 22, 2009)

Houston Texans franquia registros
- Mais passes para touchdown em um único jogo: 6 (contra o Tennessee Titans , em 30 de novembro de 2014)

New York Jets franquia registros
- Mais passes para touchdown em uma única temporada - 31 (2015)[4]

### Estatísticas da carreira
| Ano   | Time  | Jogos | Jogos como titular | Passando a bola | Passando a bola | Passando a bola | Passando a bola | Passando a bola   | Passando a bola | Passando a bola | Passando a bola | Correndo com a bola | Correndo com a bola | Correndo com a bola | Correndo com a bola | Sacks | Sacks           | Fumbles | Fumbles          |
| Ano   | Time  | Jogos | Jogos como titular | Comp            | Ten             | Pct             | Jardas          | Jardas por jogada | TDs             | Ints            | Rtg             | Ten                 | Jardas              | Média               | TD                  | Sacks | Jardas perdidas | Fumbles | Fumbles perdidas |
| ----- | ----- | ----- | ------------------ | --------------- | --------------- | --------------- | --------------- | ----------------- | --------------- | --------------- | --------------- | ------------------- | ------------------- | ------------------- | ------------------- | ----- | --------------- | ------- | ---------------- |
| 2005  | STL   | 4     | 3                  | 76              | 135             | 56,3%           | 777             | 5,8               | 4               | 8               | 58,2            | 14                  | 64                  | 4,6                 | 2                   | 9     | 49              | 3       | 1                |
| 2006  | STL   | 1     | 0                  | 0               | 0               | 0               | 0               | 0                 | 0               | 0               | 0               | 3                   | 0                   | 0                   | 0                   | 0     | 0               | 0       | 0                |
| 2007  | CIN   | 1     | 0                  | 0               | 0               | 0               | 0               | 0                 | 0               | 0               | 0               | 0                   | 0                   | 0                   | 0                   | 0     | 0               | 0       | 0                |
| 2008  | CIN   | 13    | 12                 | 221             | 372             | 59,4 %          | 1 905           | 5,1               | 8               | 9               | 70,0            | 60                  | 304                 | 5,1                 | 2                   | 38    | 193             | 11      | 5                |
| 2009  | BUF   | 10    | 8                  | 127             | 227             | 55,9%           | 1 422           | 6,3               | 9               | 10              | 69,7            | 31                  | 141                 | 4,5                 | 1                   | 21    | 127             | 3       | 2                |
| 2010  | BUF   | 13    | 13                 | 255             | 441             | 57,8%           | 3 000           | 6,8               | 23              | 15              | 81,8            | 40                  | 269                 | 6,7                 | 0                   | 24    | 145             | 8       | 5                |
| 2011  | BUF   | 16    | 16                 | 353             | 569             | 62%             | 3 832           | 6,7               | 24              | 23              | 79,1            | 56                  | 215                 | 3,8                 | 0                   | 22    | 148             | 7       | 2                |
| 2012  | BUF   | 16    | 16                 | 306             | 505             | 60,6%           | 3 400           | 6.7               | 24              | 16              | 83,3            | 48                  | 197                 | 4,1                 | 1                   | 30    | 161             | 8       | 6                |
| 2013  | TEN   | 11    | 9                  | 217             | 350             | 62%             | 2 454           | 7,0               | 14              | 12              | 82,0            | 43                  | 225                 | 5,2                 | 3                   | 21    | 109             | 9       | 2                |
| 2014  | HOU   | 12    | 12                 | 197             | 312             | 63,1%           | 2 483           | 8,0               | 17              | 8               | 95,3            | 50                  | 184                 | 3,7                 | 2                   | 21    | 83              | 5       | 1                |
| 2015  | NYJ   | 16    | 16                 | 335             | 562             | 59,6%           | 3 905           | 6.9               | 31              | 15              | 88,0            | 60                  | 270                 | 4,5                 | 2                   | 19    | 94              | 5       | 2                |
| 2016  | NYJ   | 14    | 11                 | 228             | 403             | 56,6%           | 2 710           | 6,7               | 12              | 17              | 69,6            | 33                  | 130                 | 3,9                 | 0                   | 19    | 81              | 9       | 1                |
| 2017  | TB    | 6     | 3                  | 96              | 163             | 58,9%           | 1 103           | 6,8               | 7               | 3               | 86,0            | 15                  | 78                  | 5,2                 | 0                   | 7     | 34              | 0       | 0                |
| 2018  | TB    | 8     | 7                  | 164             | 246             | 66,7%           | 2 366           | 9,6               | 17              | 12              | 100,4           | 36                  | 152                 | 4,2                 | 2                   | 14    | 76              | 4       | 1                |
| 2019  | MIA   | 15    | 13                 | 311             | 502             | 62%             | 3 529           | 7,0               | 20              | 13              | 85,5            | 54                  | 243                 | 4,5                 | 4                   | 40    | 209             | 9       | 2                |
| 2020  | MIA   | 9     | 7                  | 183             | 267             | 68,5%           | 2 091           | 7,8               | 13              | 8               | 95,6            | 30                  | 151                 | 5,0                 | 2                   | 14    | 65              | 2       | 0                |
| 2021  | WAS   | 1     | 1                  | 3               | 6               | 50%             | 13              | 2,2               | 0               | 0               | 56,2            | 1                   | 2                   | 2,0                 | 0                   | 1     | 2               | 1       | 0                |
| Total | Total | 166   | 147                | 3 072           | 5 060           | 60,7%           | 34 990          | 6,9               | 223             | 169             | 82,3            | 575                 | 2 623               | 4,6                 | 21                  | 300   | 1,576           | 84      | 30               |

## Vida pessoal
Fitzpatrick é casado com a Liza Barbeiro. Eles têm seis filhos juntos. Em 2010, ele foi tabulado como o quinto atleta mais inteligente em seu esporte, pelo Sporting News.